# Penélope García
Penelope Grace Garcia es un personaje ficticio en los dramas criminales de la CBS Criminal Minds y su corta vida derivada de Criminal Minds: Suspect Behavior, interpretada por Kirsten Vangsness. Es la analista técnica de la Unidad de Análisis del Comportamiento que es el centro de ambos espectáculos. También hizo una aparición como invitada durante la temporada 1 de Criminal Minds: Beyond Borders, convirtiéndola en el único personaje de la franquicia que aparecía en las tres series de la franquicia.

## La vida ante la BAU
Garcia es de San Francisco. Un conductor borracho mató a sus padres en un accidente automovilístico cuando tenía dieciocho años, y ahora ayuda a aconsejar a las familias de las víctimas de asesinato en su tiempo libre. Garcia ha declarado que después de que sus padres murieron, ella abandonó Caltech y se fue "bajo tierra", pero continuó enseñándose a sí misma la codificación de computadoras. Ella había sido colocada en una de las listas de hackers del FBI (ella era una de un pequeño puñado de hackers extremadamente útiles o peligrosos en el mundo), y ellos la reclutaron desde allí. También se ha mencionado, cuando no se le permitió viajar con el equipo a Langley, que ella también estaba en las "listas" de la CIA. JJ bromeó que Garcia pertenecía a esa lista cuando ella (sin éxito) trató de hackear a la CIA para obtener información (a saber, el número de teléfono del príncipe William) e información sobre la muerte de Diana, la princesa de Gales y otras conspiraciones del gobierno.
A Penelope le gustan los juegos en línea, específicamente los MMOGs, ya que una vez fue vista jugando un juego sobre Camelot en la red de BAU, constantemente se reúne virtualmente con Sir Kneighf, un alter ego en línea que resulta ser Randall Garner, quien mantiene prisionera a una joven mientras envía al equipo varias pistas que, con tremenda ayuda de Reid, usan para atraparlo y salvar a la mujer. Garner hackeó la computadora de Garcia y accedió a los archivos sobre la BAU, y luego usó la información personal para averiguar su paradero para poder enviar las pistas allí. Hotch afirma en un momento dado que cuando Garcia solicitó su puesto, presentó su curriculum vitae en "papelería casera y rosa".

## Personalidad
Ella es extravagante, amante de la diversión y proporciona al resto del equipo un alivio cómico. Ella está muy confiada en su habilidad para encontrar respuestas, y a menudo contesta el teléfono de su oficina con una actitud sabelotodo, aunque bromeando (por ejemplo,' La Oficina de la Superioridad Sin Mitigar',' La casa de Penelope de "¿cómo puedo salvar tu trasero hoy?"',' Fuente de todo conocimiento, ¡controla mi flujo!o similar). Esta confianza en sí misma es alimentada por Morgan, quien a menudo inicia una broma coqueta, incluso llamándola' Baby Girl', que Garcia parece disfrutar. Sin embargo, esta broma la ha colocado en algunas situaciones incómodas, como cuando abre una conversación telefónica con un comentario inapropiado divertido, pensando que es Morgan, y resulta ser un superior en el altavoz del teléfono. Aunque no han buscado una relación romántica, Garcia ha mostrado celos leves, por ejemplo en Morgan bailando con otras mujeres. Ella ha llorado dos veces cuando pensó que Morgan estaba muerto, y él a su vez ha tenido reacciones fuertes cuando Garcia está en peligro.

### Mentes Criminales
Garcia es francamente emocional, lo que a veces hace su trabajo con la BAU más difícil. Se ha estropeado, llorando varias veces mientras escuchaba y observaba cosas aterradoras en su oficina mientras las analizaba para el equipo. Sin embargo, según el agente Hotchner,"llena su oficina con figuras y colores para recordarse a sí misma de sonreír mientras el horror llena sus pantallas". Garcia es, en general, un optimista. Ella ha logrado permanecer así, a pesar de que el trabajo ocasionalmente la obliga a escarbar en las vidas secretas de la gente, para "encontrar la cosa espantosa de Dios que les pasó a ellos y que los hizo hacer la cosa espantosa de Dios a alguien más". Muchos miembros del equipo han comentado de varias maneras que su optimismo es una ayuda para ellos, que (como dijo Hotch) nunca querrían que ella cambiara. Una vez comentó a Reid y JJ, después de ponerse en contacto con Garcia durante un caso,"Recuérdame que me haga una prueba de drogas", indicando que su optimismo podría ser demasiado a veces. Garcia fue disparado una vez por un hombre con el que acababa de salir en una cita, pero sobrevivió cuando la bala falló en su corazón y rebotó en su abdomen. El atacante (que resultó ser un tipo de asesino en serie conocido como "homicidio de héroe") fue asesinado más tarde. Después de este incidente, Morgan insistió en que se quedara con un arma; sin embargo, nunca se demuestra si siguió este consejo. Estuvo involucrada románticamente con el analista técnico del FBI Kevin Lynch (interpretado por Nicholas Brendon).
Garcia parece haber sido el más herido por la transferencia de JJ de la Unidad de Análisis de Comportamiento, y en "Posiciones Compromisivas", Garcia optó por reemplazar a JJ como su nuevo Enlace con los Medios.
También se emocionó en el episodio "Lauren" cuando Prentiss es apuñalada por su némesis, Ian Doyle. JJ se une al equipo que espera en la sala de espera del hospital los resultados para informarles que Prentiss "nunca llegó a la mesa". Vemos que Garcia puede decir que las noticias no son buenas por la cara de JJ. En" Hanley Waters", ella es entrevistada por Hotch sobre la "muerte aparente" de Prentiss y dice que quiere hablar sobre los momentos en que Prentiss la hizo feliz en vez de que se hubiera ido.
Garcia está extremadamente emocionalmente emocionada cuando se entera de que Prentiss está viva y conmocionada cuando regresa. También es rápida para perdonarla, JJ, y Hotch por el engaño. También se revela que ella ha estado cuidando al gato de Emily, Sergio, y cuando Emily le pregunta por él, Garcia pide rápidamente derechos de visita.
Garcia tiene miedo de perder a un compañero, ya que arriesgó su carrera al tomar un sitio web federal para impedir que su novio, Kevin Lynch, fuera de su país de ser trasladado para un trabajo, aunque después de que accidentalmente dejó pasar un detalle mientras hablaba con él, se enfadó un poco, pero feliz por la acción de su parte. Su momento de la verdad llegó en el episodio de la novena temporada "Demonios" cuando fue forzada a disparar a un asesino enviado a matar a Reid por un sheriff corrupto. Reid había estado en un hospital después de que le dispararan en el episodio anterior. En un intento de cerrar el caso, ella se comunica con el hombre al que le disparó mientras él está en el corredor de la muerte y luego va a su ejecución.
Garcia está muy cerca de JJ y Emily Prentiss. Una y otra vez tienen "Girls Night Out" que duró hasta la madrugada en vez de un par de horas. Garcia es madrina de los hijos de JJ y también del hijo de Derek Morgan.

### Mentes Criminales: Conducta Sospechosa
El personaje de Garcia también apareció en la serie derivada Mentes Criminales: Conducta Sospechosa como una serie regular.

### Mentes Criminales: Sin Fronteras
El personaje de Garcia también apareció en la serie derivada Criminal Minds: Beyond Borders. Su primera aparición fue en la primera temporada en una escena con Russ "Monty" Montgomery, donde Monty esconde la taza de pulpo de Garcia y dice que no la tiene. En julio de 2016, se anunció que Garcia haría varias apariciones en la segunda temporada.